# Clydonodozus
Clydonodozus is een muggengeslacht uit de familie van de steltmuggen (Limoniidae).

## Soorten
- C. abyssinicus Alexander, 1972
- C. alexanderi Lindner, 1958
- C. angustifasciatus Alexander, 1920
- C. brevicellulus Alexander, 1920
- C. cinereithorax Alexander, 1930
- C. curvinervis Edwards, 1931
- C. fulvithorax Alexander, 1926
- C. fumicostatus Alexander, 1930
- C. griseiceps de Meijere, 1916
- C. guttatipennis (Karsch, 1888)
- C. interruptus Alexander, 1920
- C. multistriatus Enderlein, 1912

- C. neavei Alexander, 1920
- C. nilgiricus Alexander, 1953
- C. pallens (van der Wulp, 1885)
- C. pallidistigma Alexander, 1920
- C. phaeosoma Alexander, 1970
- C. puncticosta Alexander, 1920
- C. punctulatus Enderlein, 1912
- C. scalaris Alexander, 1963
- C. schoutedeni Alexander, 1930
- C. stuckenbergi Alexander, 1957
- C. xanthopterus Alexander, 1938